# 61e cérémonie des Baeksang Arts Awards
La 61e cérémonie des Baeksang Arts Awards (제61회 백상예술대상) aura lieu le 5 mai 2025 à 20 h au COEX D Hall, dans le quartier de Gangnam, à Séoul, en Corée du Sud. Elle sera diffusée simultanément sur les chaînes JTBC, JTBC2 et JTBC4.
Elle est, pour la troisième fois, en partenaire avec la marque de luxe italienne Gucci.

## Déroulement
Le 7 avril 2025, l'équipe de cette cérémonie ont révélé les nominations sur son site officiel, donc cinq nominations pour chacun des quatre longs métrages Harbin, Love in the Big City, Revolver, Soulèvement et huit nominations pour la série télévisée La vie portera ses fruits.
Le 9 avril 2025, Shin Dong-yup (en), Bae Suzy et Park Bo-gum sont officiellement confirmés en tant que maîtres de cette cérémonie pour la septième fois ensemble.

## Palmarès et nominations
Pour tous vainqueurs sont en premier de chaque liste, en gras,. Les nommés sont également listés au-dessous de chaque vainqueur.

### Cinéma

#### Meilleur film
- Harbin (하얼빈) de Woo Min-ho
  - House of the Seasons (장손) d'Oh Jung-min
  - Love in the Big City (대도시의 사랑법) d'E.oni
  - Revolver (리볼버) de Oh Seung-uk
  - Soulèvement (전,란) de Kim Sang-man

#### Meilleur réalisateur
- Oh Seung-uk pour Revolver (리볼버)
  - E.oni pour Love in the Big City (대도시의 사랑법)
  - Lee Jong-pil pour Escape (탈주)
  - Park Ri-woong pour The Land of Morning Calm (아침바다 갈매기는)
  - Woo Min-ho pour Harbin (하얼빈)

#### Meilleur nouveau réalisateur
- Oh Jung-min pour House of the Seasons (en) (장손)
  - Jung Ji-hye pour Jeong-sun (정순)
  - Kim Se-hwi pour Following (그녀가 죽었다)
  - Lee Mi-rang pour Concerning My Daughter (딸에 대하여)
  - Nam Dong-hyeop pour Handsome Guys (핸섬가이즈)

#### Meilleur acteur
- Jo Jeong-seok pour le rôle de Han Jung-woo dans Pilot (파일럿)
  - Hyun Bin pour le rôle de An Jung-geun dans Harbin (하얼빈)
  - Lee Byung-hun pour le rôle de Cho Heon-hyeon dans The Match (승부)
  - Lee Hee-joon (en) pour le rôle de Park Sang-goo dans Handsome Guys (핸섬가이즈)
  - Yoon Joo-sang (en) pour le rôle de Yeong-guk dans The Land of Morning Calm (아침바다 갈매기는)

#### Meilleure actrice
- Jeon Do-yeon pour le rôle de Ha Soo-young dans Revolver (리볼버)
  - Kim Geum-soon (ko) pour le rôle de Jeong-sun dans Jeong-sun
  - Kim Go-eun pour le rôle de Jae-hee dans Love in the Big City (대도시의 사랑법)
  - Song Hye-kyo pour le rôle de sœur Junia dans Dark Nuns (검은 수녀들)
  - Cho Yeo-jeong pour le rôle de Shin Soo-yeon dans Hidden Face (en) (히든페이스)

#### Meilleur acteur dans un second rôle
- Yoo Jae-myung pour le rôle de Jeon Sang-doo dans The Land of Morning Calm (아침바다 갈매기는)
  - Jo Woo-jin pour le rôle de Kim Sang-hyun dans Harbin (하얼빈)
  - Jung Hae-in pour le rôle de Park Sun-woo dans Veteran 2 (베테랑2)
  - Koo Kyo-hwan (en) pour le rôle du Major Lee Hyun-sang dans Escape (탈주)
  - Park Jeong-min pour le rôle de Lee Jong-ryeo dans Soulèvement (전,란)

#### Meilleure actrice dans un second rôle
- Claudia Kim pour le rôle de Ji-su dans A Normal Family (보통의 가족)
  - Gong Seung-yeon pour le rôle de Kim Mi-na dans Handsome Guys (핸섬가이즈)
  - Lim Ji-yeon pour le rôle de Jeong Yoon-sun dans Revolver (리볼버)
  - Jeon Yeo-been pour le rôle de sœur Michaela dans Dark Nuns (검은 수녀들)
  - Han Sun-hwa pour le rôle de Han Jung-mi dans Pilot (파일럿)

#### Meilleur espoir masculin
- Jung Sung-il pour le rôle de Genshin dans Soulèvement (전,란)
  - Kang Seung-ho pour le rôle de Sung Jin dans House of the Seasons (장손)
  - Noh Sang-hyun (en) pour le rôle de Heung-soo dans Love in the Big City (대도시의 사랑법)
  - Moon Woo-jin pour le rôle de Hee-joon dans Dark Nuns (검은 수녀들)
  - Jang Sung-bum pour le rôle de Joon-hee dans Work to Do (해야 할 일)

#### Meilleur espoir féminin
- Roh Yoon-seo (en) pour le rôle de Seo Yeo-reum dans Hear Me: Our Summer (en) (청설)
  - Park Ji-hyun (en) pour le rôle de Mi-joo dans Hidden Face (en) (히든페이스)
  - Lee Myung-ha dans le rôle de la femme dans Mimang (미망)
  - Lee Hye-ri pour le rôle de Chu Pil-sun dans Victory (en) (빅토리)
  - Ha Seo-yoon pour le rôle de Matilda dans Streaming (en) (스트리밍)

#### Meilleur scénario
- Park Yi-woong et Shin Cheol pour The Land of Morning Calm (아침바다 갈매기는)
  - Kim Hyeong-joo et Yoon Jong-bin pour The Match (승부)
  - Park Chan-wook et Shin Chul pour Soulèvement (전,란)
  - Joo Byeol et Oh Seung-eok pour Revolver (리볼버)
  - Oh Jeong-min pour House of the Seasons (장손)

#### Meilleure réalisation technique
- Jo Yeong-wook (musique) pour Soulèvement (전,란)
  - Park Byung-joo (effets spéciaux) pour Wonderland (원더랜드)
  - Yoo Sang-seop, Jang Han-seung (cascade) pour Veteran 2 (베테랑2)
  - Lee Seo-jin (maquillage) pour Pilot (en) (파일럿)
  - Hong Kyung-pyo (photographie) pour Harbin (하얼빈)

#### Meilleur d'impact Gucci
- The Land of Morning Calm (아침바다 갈매기는) de Park Ri-woong
  - Blesser (ko) (그녀에게) de Lee Sang-cheol
  - Love in the Big City (대도시의 사랑법) d'E.oni
  - The Voices Of The Silenced (되살아나는 목소리) de Pak Soo-nam et Park Maeui
  - Jeong-sun (정순) de Jung Ji-hye

### Télévision

#### Meilleur drama
- La vie portera ses fruits (폭싹 속았수다, Netflix)
  - Lovely Runner (en) (선재 업고 튀어, tvN)
  - The Tale of Lady Ok (en) (옥씨부인전, JTBC)
  - Doubt (en) (이토록 친밀한 배신자, MBC)
  - The Trauma Code : Appel à l'héroïsme (en) (중증외상센터, Netflix)

#### Meilleur programme de divertissement
- Punghyanggo (풍향고, DdeunDdeun's YouTube Channel)
  - Culinary Class Wars (흑백요리사: 요리 계급 전쟁, Netflix)
  - Iron Girls (무쇠소녀단, tvN)
  - The Rest of Ajo's Life (Choo Sung-hoon's YouTube Channel)
  - Stage Fighter (스테이지 파이터, Mnet)

#### Meilleur spectacle culturel
- Special-Hakjeon (SBS)
  - Docuprime : Where's My Last Home (EBS 1TV)
  - Just Family (Wavve)
  - Saddle the Wind with You 2 (MBC Wonju)
  - Shaman: Whispers from the Dead (TVING)

#### Meilleur réalisateur
- Song Yeon-hwa pour Doubt (en) (이토록 친밀한 배신자)
- Kim Won-seok pour La vie portera ses fruits (폭싹 속았수다)
- Kim Hee-won pour Light Shop (en) 조명가게
- Lee Do-yoon pour The Trauma Code : Appel à l'héroïsme (en) (중증외상센터)
- Jung Ji-in pour Jeongnyeon: The Star Is Born (en) (정년이)

#### Meilleur acteur
- Ju Ji-hoon pour le rôle de Baek Kang-hyuk dans The Trauma Code : Appel à l'héroïsme (en) (중증외상센터)
  - Park Bo-gum pour le rôle de Yang Gwan-sik dans La vie portera ses fruits (폭싹 속았수다)
  - Byeon Woo-seok pour le rôle de Ryoo Seon-jae dans Lovely Runner (en) (선재 업고 튀어)
  - Lee Joon-hyuk (en) pour le rôle de Seo Dong-jae dans Dongjae, the Good or the Bastard (en) (좋거나 나쁜 동재)
  - Han Suk-kyu pour le rôle de Jang Tae-su dans Doubt (en) (이토록 친밀한 배신자)

#### Meilleure actrice
- Kim Tae-ri pour le rôle de Yoon Jeong-nyeon dans Jeongnyeon: The Star Is Born (en) (정년이)
  - Jang Na-ra pour le rôle de Cha Eun-kyung dans Good Partner (en) (굿파트너)
  - Go Min-si pour le rôle de Yoo Seong-a dans Les Silences de la forêt (아무도 없는 숲속에서)
  - Lee Ji-eun pour le rôle de Oh Ae-sun / Yang Geum-myeong dans La vie portera ses fruits (폭싹 속았수다)
  - Kim Hye-yoon pour le rôle de Im Sol dans Lovely Runner (en) (선재 업고 튀어)

#### Meilleur acteur dans un second rôle
- Choi Dae-hoon (en) pour le rôle de Bu Sang-gil dans La vie portera ses fruits (폭싹 속았수다)
  - Kim Jun-han (en) pour le rôle de Jung Woo-jin dans Good Partner (en) (굿파트너)
  - Roh Jae-won (en) pour le rôle de Nam-gyu (#124) dans Squid Game 2 (오징어 게임)
  - Yoon Kyung-ho (en) pour le rôle de Han Yoo-rim dans The Trauma Code : Appel à l'héroïsme (en) (중증외상센터)
  - Hyeon Bong-sik pour le rôle de Jo Byeong-gun dans Dongjae, the Good or the Bastard (en) (좋거나 나쁜 동재)

#### Meilleure actrice dans un second rôle
- Yeom Hye-ran pour le rôle de Jeon Gwang-rye dans La vie portera ses fruits (폭싹 속았수다)
  - Kim Gook-hee (en) pour le rôle d'Oh Gil-ja dans Family Matters (en) (가족계획)
  - Kim Jae-hwa (en) pour le rôle de Mak Sim dans The Tale of Lady Ok (en) (옥씨부인전
  - Oh Gyeong-hwa pour le rôle de Yoon Jung-ja dans Jeongnyeon: The Star Is Born (en) (정년이)
  - Jung Eun-chae pour le rôle de Moon Ok-gyeong dans Jeongnyeon: The Star Is Born (en) (정년이)

#### Meilleur espoir masculin
- Choo Young-woo (en) pour le rôle de Song Seo-in / Cheon Seung-hwi / Sung Yoon-gyeom dans The Tale of Lady Ok (en) (옥씨부인전
  - Kim Jeong-jin (ko) pour le rôle de Choi Young-min dans Doubt (en) (이토록 친밀한 배신자)
  - Song Geon-hee (en) pour le rôle de Kim Tae-sung dans Lovely Runner (en) (선재 업고 튀어)
  - Cha Woo-min (en) pour le rôle de Pi Han-wool dans Study Group (en) (스터디그룹)
  - Choo Young-woo (en) pour le rôle de Song Seo-in / Cheon Seung-hwi / Sung Yoon-gyeom dans The Tale of Lady Ok (en) (옥씨부인전
  - Heo Nam-jun (en) pour le rôle de Kim Sang-hyuk dans Your Honor (en) (유어 아너

#### Meilleur espoir féminin
- Chae Won-bin (en) pour le rôle de Jang Ha-bin dans Doubt (en) (이토록 친밀한 배신자)
  - Kim Tae-yeon pour le rôle de Ae-sun, enfant dans La vie portera ses fruits (폭싹 속았수다)
  - Roh Jeong-eui (en) pour le rôle de Park Mi-jeong dans The Witch (en) (마녀)
  - Jo Yoon-su (en) pour le rôle de Chae Ja-kyung dans The Tyrant (en) (폭군)
  - Ha Young (en) pour le rôle de Cheon Jang-mi dans The Trauma Code : Appel à l'héroïsme (en) (중증외상센터)

#### Meilleure performance de varieté masculine
- Shin Dong-yup (en)
  - Kim Won-hoon
  - Dex
  - Sung Si-kyung
  - Yoo Jae-suk (en)

#### Meilleure performance de varieté féminine
- Lee Soo-ji
  - Jang Do-yeon
  - Ji Ye-eun
  - Haewon
  - Hong Jin-kyung (en)

#### Meilleur scénario
- Lim Sang-choon pour La vie portera ses fruits (폭싹 속았수다)
  - Kim Jung-min pour Family Matters (en) (가족계획)
  - Park Ji-sook pour The Tale of Lady Ok (en) (옥씨부인전
  - Lee Si-eun pour Lovely Runner (en) (선재 업고 튀어)
  - Choi Yoo-na (ko) pour Good Partner (en) (굿파트너)

#### Meilleure réalisation technique
- Jang Yeong-gyu (musique) pour Jeongnyeon: The Star Is Born (en) (정년이)
  - Lee Young-joo (décors) pour Culinary Class Wars (흑백요리사: 요리 계급 전쟁
  - Lee Deok-hoon et Lee Jin-suk (photographie) pour Doubt (en) (이토록 친밀한 배신자)
  - Jo Dong-hyuk (cascade) pour Study Group (en) (스터디그룹)
  - Hong Jung-ho, Kim Dae-joon, Kim Jung-min et Lee Seung-je (effets spéciaux) pour Hellbound 2 (지옥)

## Statistiques

### Nominations multiples

#### Films
- 5 : Harbin
- 5 : Love in the Big City
- 5 : Revolver
- 5 : Soulèvement
- 4 : House of the Seasons
- 4 : The Land of Morning Calm
- 3 : Dark Nuns
- 3 : Handsome Guys
- 3 : Jeong-sun
- 3 : Pilot
- 2 : Escape

#### Drama
- 8 : La vie portera ses fruits
- 6 : Doubt
- 5 : Jeongnyeon: The Star Is Born
- 5 : Lovely Runner
- 5 : The Trauma Code: Heroes on Call
- 4 : The Tale of Lady Ok
- 3 : Good Partner
- 2 : Culinary Class Wars
- 2 : Dongjae, the Good or the Bastard
- 2 : Family Matters
- 2 : Study Group

### Récompenses multiples

#### Films
- 3 : Soulèvement
- 2 : Harbin
- 2 : Revolver

#### Drama
- 4 : La vie portera ses fruits
- 2 : Doubt
- 2 : Jeongnyeon: The Star Is Born